# Género de los colores
El género gramatical es un sistema de clasificación. En castellano el número de géneros es dos: masculino y femenino.
Los colores son sensaciones generadas por el sistema nervioso y asociadas por la exposición de los receptores visuales a determinadas ondas electromagnéticas. En el ser humano las ondas electromagnéticas que hacen que percibamos los colores vienen dadas por longitudes de onda que se sitúan entre 0.4 y 0.8 μm. Curiosamente estas longitudes de onda son las más numerosas dentro del espectro de ondas electromagnéticas emitidas por el sol que llegan a la superficie terrestre. Puede decirse que la percepción de los colores es en realidad el efecto que tienen los cuerpos en reflejar este espectro de ondas electromagnéticas que llegan del sol. Dado que los humanos percibimos los colores de manera subjetiva se han creado clasificaciones de colores.
Puede pensarse que los colores en sí mismos podrían definir un género gramatical existiendo en ciertas lenguas precolombinas estructuras que designan distintos frutos según su grado de maduración y color, siendo esto un vestigios de alguna clase de género de los colores.

## La utilización de los colores como adjetivos y el origen de los colores con género
La pregunta que se plantea es como damos género en lengua castellana a un color cuando actúa como un adjetivo describiendo a un sustantivo.
Dado que los colores están asociados a una característica de los volúmenes y formas que visualizamos, se suelen utilizar los colores como adjetivos para complementar al sustantivo que define ese volumen o forma.
La mayoría de las palabras a las que designa un color se pueda usar indistintamente referido a sustantivos con género masculino y femenino, por ejemplo decimos: el coche azul o la pelota azul, decimos el árbol verde o la hoja verde, decimos la cortina naranja o el tejado naranja, decimos el vestido púrpura o la bufanda púrpura, el calcetín rosa o la pantera rosa.
Solamente los siguientes colores cuando actúan como adjetivos tienen el mismo género al actuar como sustantivos que el sustantivo al que califican: blanco, negro, amarillo, rojo, rosado, anaranjado, morado y castaño. En otras palabras, se dice que existe concordancia gramatical de género, por ejemplo, nube blanca, cerro blanco.
Existen dos explicaciones para el bajo porcentaje de colores que tengan flexión de género: 
La primera de ellas es la siguiente: los colores con género corresponden a coloraciones de pelo en humanos y animales. Es decir los colores con género se derivan de asociar las tonalidades del cabello o pelo, ya que el adjetivo que califica a un humano o animal siempre puede adjetivarse con un color que tiene género al convertirlo en sustantivo.[cita requerida]
La segunda de ellas es la siguiente: los colores con género corresponden a las tonalidades encontradas en las pinturas rupestres de la península ibérica, tonalidades provenientes de material que mantiene sus propiedades durante mucho tiempo una vez aplicado. Esto quiere decir que durante muchas generaciones estas pinturas permanecieron inalterables dando a esta pinturas un género, algo hasta es momento solo utilizado para animales y humanos.[cita requerida]
Lo que pueden parecer excepciones a estas reglas como por ejemplo: el morado o el rosado, estas palabras sin embargo no designan colores "puros" son adjetivos provenientes de sustantivos que indican una relación visual con el origen de la palabra, es curioso que todas estas palabras sean derivadas de sustantivos que definen alguna clase de vegetal o animal; por ejemplo morado viene del color de la mora, rosado viene del color de la rosa, oliváceo de la oliva, el castaño de la castaña, el pardo del leopardo. 123